# Polyura alphius
Espèce
Polyura alphius est une espèce de lépidoptères (papillons) de la famille des Nymphalidae et de la sous-famille des Charaxinae. 

## Dénomination
Polyura alphius a été décrit par Otto Staudinger en 1886 sous le nom initial de Charaxes alphius.
Synonyme : Eulepis athamas alphius  ; Rothschild & Jordan, 1898; Polyura athamas alphius.

### Taxinomie
Polyura alphius a été considéré comme une sous-espèce de Polyura athamas, Polyura athamas alphius.

### Noms vernaculaires
Polyura alphius se nomme Staudinger's Nawab en anglais.

### Sous-espèces
- Polyura alphius piepersianus Martin, 1924 ; présent dans le sud du Sulawesi[1].

## Écologie et distribution
Il est présent dans l’île de Timor et dans le sud du Sulawesi.

### Protection
Pas de statut de protection particulier.